# Rafael Peralta Revuelta
Rafael Peralta Revuelta (Sevilla, 1977) es un abogado y escritor hijo del caballero rejoneador del mismo nombre.

## Infancia
Se crio rodeado de caballos y toros bravos en la finca familiar de las Marismas del Guadalquivir. Desde pequeño, sientió una especial inquietud por la literatura y la poesía y empezó a escribir sus primeros versos.

## Otras actividades
Ha participado en diversas conferencias y recitales poéticos en el Real Alcázar de Sevilla, en Sanlúcar de Barrameda (Cádiz), en San Sebastián, en Madrid y en México D.F, entre otros sitios. Colaborador en el programa semanal “Los Toros en la Onda”de Onda Cero Sevilla, participó en el VII Encuentro de Poetas de Doñana, junto con Luis García Montero y Caballero Bonald, entre otros. Cursó la carrera de Derecho en ICADE Madrid y en la Universidad Hispalense Sevilla. Ha sido Director de Marketing y Comunicación de la Asociación de Jóvenes Empresarios (AJE Sevilla) y ha trabajado en las agencias Royal Comunicación, Tribeca Media Group y Arista Comunicación, entre otras.

## Currículo profesional
Es socio de honor del círculo de la dinastía Bienvenida de Madrid y de la peña Morante de la Puebla de Nimes (Francia); es una de las promesas más firmes de la literatura andaluza y española y algunos de sus poemas, como el escrito al Cristo del Cachorro, o el dedicado al futbolista Antonio Puerta, son muy conocidos y recitados de memoria por la voz popular.
Ha pronunciado conferencias taurinas en el CCL aniversario de la Plaza de Almadén (Ciudad Real),  en el Hotel María Cristina de San Sebastián, en la Universidad de Jaén o en el Curso de Verano de la Universidad de La Rioja.
A pesar de su juventud tiene escritas y publicadas varias obras como:
- “Pregón Taurino de Triana” (Líderes Editorial. Zaragoza, 2003)
- “Río de amores. Poesías” (Raíces Andaluzas. Sevilla, 2004)
- “El duende y la palabra” (Ayto Jerez de la Frontera, 2006)
- Soñando la gloria (Sociedad Unión Quito, Ecuador, 2010)
- La sombra de la Giralda (Editorial Jirones de Azul, Sevilla, 2011)
- "Con la voz rozando el cielo" (Sevilla, 2012)
- "Miura y Sevilla" (Fundación Cajasol, 2015) ISBN 978-84-8455-357-1

Además ha colaborado en diversos libros, entre los que destacan entre otros:
- “Gitanillo de Triana, esencia del toreo trianero”, de José Manuel López Mohíño
- “Ángel Peralta. El legado de un centauro” ISBN 84-96556-08-5
- “Mis pasiones y decires con Curro Romero y Rafael de Paula” ISBN 84-87325-75-0
- La antología  “Trío de ases. Trío de arte” del escritor Antonio Murciano
- Antología "Homenaje a la Generación del 27" Ateneo de Sevilla

Tiene publicado artículos en medios como El correo de Andalucía y el diario ABC, y actualmente es columnista en La Razón de Sevilla. El crítico taurino Zabala de La Serna  lo definió como “el joven Villalón del SXXI”

## Premios y reconocimientos
Entre los distintos premios literarios que ha obtenido, destacan:
- Giraldillo de Honor del Curso de Temas Sevillanos en la Cátedra de Literatura.
- II Premio Fábula Literaria Vicente Zabala.[4]
- Premio Periodístico Paco Apaolaza 2005.[5]
- Premio Escaparate de Sevilla de las Letras (2007).
- Accésit de relato breve de la Peña El Encierro de San Sebastián de los Reyes
- Antonio Burgos[6] le dedicó el artículo “Las dos orillas del toreo”.